# 拿索环形山
拿索环形山（Nassau）是月球背面南半球一座古老的大撞击坑，约形成于酒海纪，
其名称取自美国天文学家贾森·约翰·纳索（Jason John Nassau，1893年-1965年），1970年被国际天文学联合会正式批准接受。

## 描述

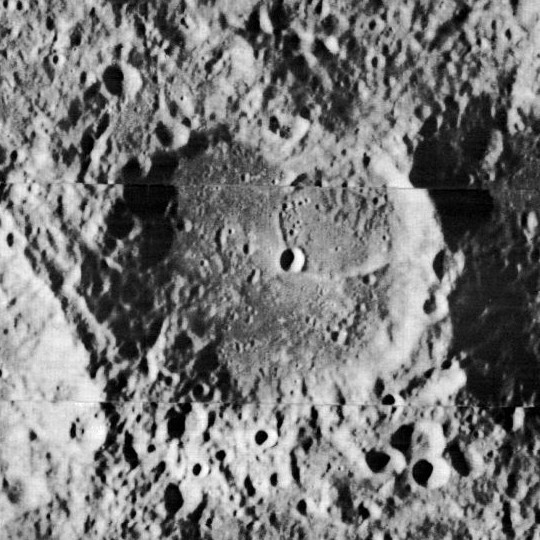
月球轨道器2号拍摄的图像

该陨坑西侧毗邻范德格拉夫环形山；西北靠近费尔特拉格特环形山；贝格斯特兰陨石坑坐落在北面；东侧是奥尔洛夫环形山；拿索环形山的东北和东南分别有德弗里斯环形山和列文虎克环形山；而伯克兰环形山则横亘在它的西南。该环形山的中心月面坐标为24°55′S 177°20′E / 24.91°S 177.34°E，直径75.8公里，
深度2.8公里。
拿索环形山外观呈圆形，其边缘已被后续撞击侵蚀，东侧、西北和西南边沿横跨着一些小撞击坑，坑壁高出周边地形1330米，内部容积约5300立方千米。沿连接范德格拉夫环形山的西南内壁，一道山脊向北延伸至坑底。坑内可能被熔岩覆盖，地表接近平坦，东北部有一处被熔岩掩没的陨坑残迹，其狭窄的残壁呈弧状露出在表面；中心点附近坐落着一座醒目的碗状小陨坑。环形山南面贴近一处高反照率的涡状构造特征。

## 卫星陨石坑
按惯例，最靠近拿索环形山的卫星坑在月图上以字母标注在该坑中心点的旁边。

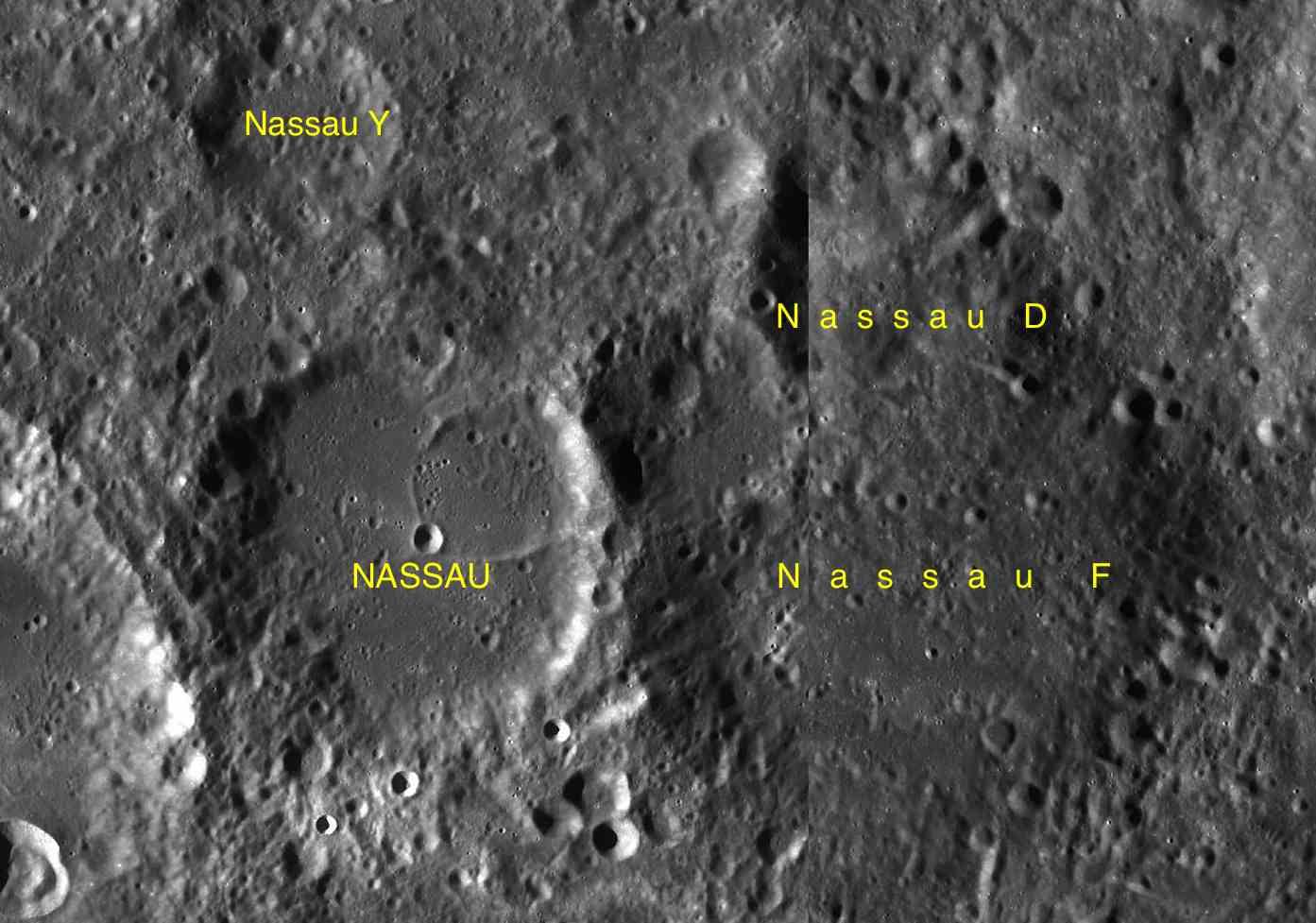
LAC-104 月图

| 拿索 | 纬度    | 经度     | 直径     |
| ---- | ------- | -------- | -------- |
| D    | 23.7° S | 179.2° W | 62 公里  |
| F    | 24.7° S | 179.2° W | 112 公里 |
| Y    | 22.5° S | 176.8° E | 38 公里  |

- 卫星坑拿索 D和拿索 F形成于前酒海纪[1]。

## 另请参阅
- Andersson, L. E.; Whitaker, E. A. . NASA RP-1097. 1982.
- Blue, Jennifer. . USGS. July 25, 2007  [2007-08-05]. （原始内容存档于2019-12-13）.
- Bussey, B.; Spudis, P. . New York: Cambridge University Press. 2004. ISBN 978-0-521-81528-4.
- Cocks, Elijah E.; Cocks, Josiah C. . Tudor Publishers. 1995. ISBN 978-0-936389-27-1.
- McDowell, Jonathan. . Jonathan's Space Report. July 15, 2007  [2007-10-24]. （原始内容存档于2019-06-21）.
- Menzel, D. H.; Minnaert, M.; Levin, B.; Dollfus, A.; Bell, B. . Space Science Reviews. 1971, 12 (2): 136–186. Bibcode:1971SSRv...12..136M. doi:10.1007/BF00171763.
- Moore, Patrick. . Sterling Publishing Co. 2001. ISBN 978-0-304-35469-6.
- Price, Fred W. . Cambridge University Press. 1988. ISBN 978-0-521-33500-3.
- Rükl, Antonín. . Kalmbach Books. 1990. ISBN 978-0-913135-17-4.
- Webb, Rev. T. W.  6th revised. Dover. 1962. ISBN 978-0-486-20917-3.
- Whitaker, Ewen A. . Cambridge University Press. 1999. ISBN 978-0-521-62248-6.
- Wlasuk, Peter T. . Springer. 2000. ISBN 978-1-85233-193-1.